# USB dead drop

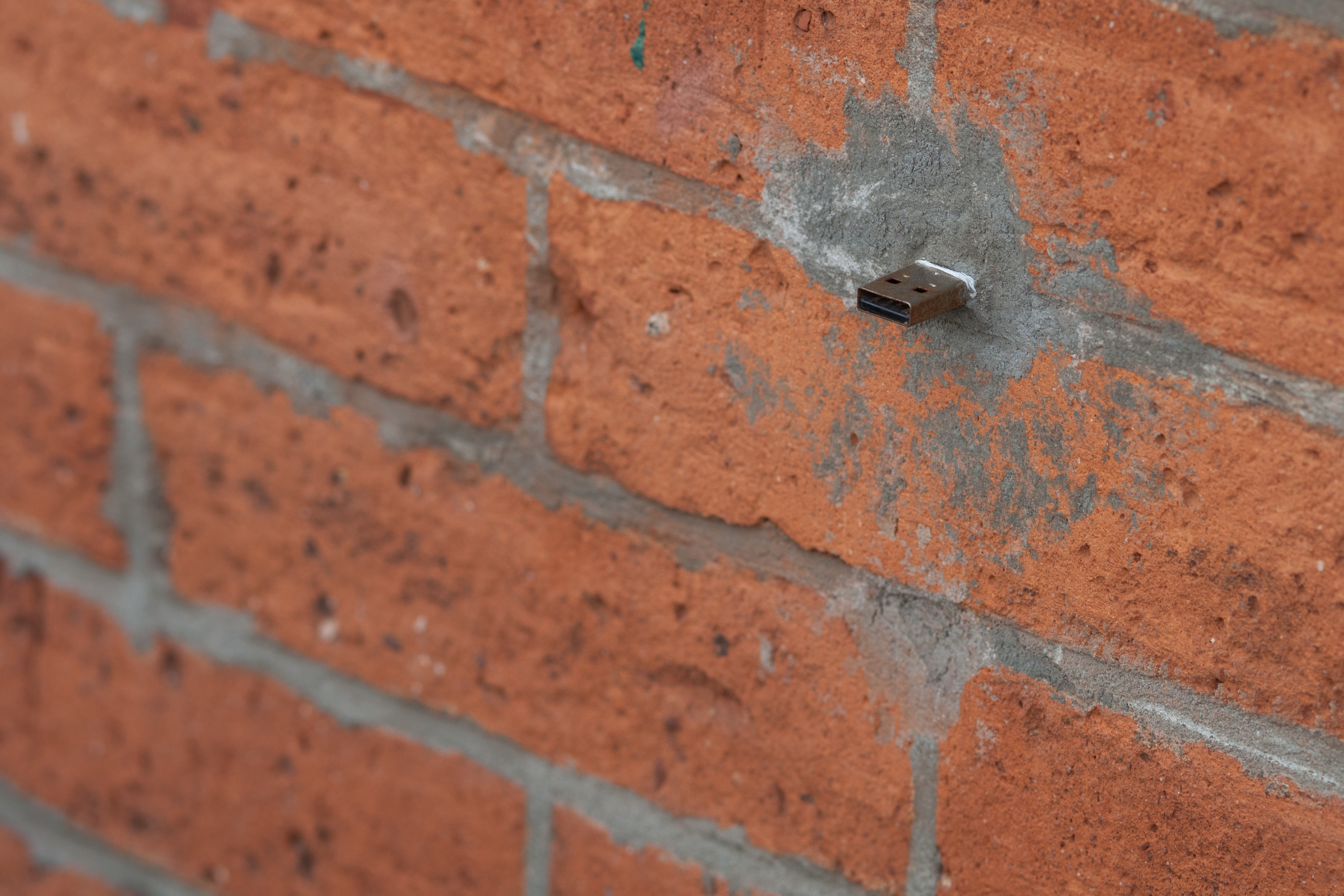
Un esempio di USB dead drop installata a Brooklyn

L'USB dead drop è un sistema di file sharing offline, peer-to-peer e anonimo, creato dall'artista tedesco Aram Bartholl, che consiste nella condivisione pubblica di chiavette USB in spazi aperti.
Nel caso più tipico, la chiave USB viene inserita in un muro e fissata con cemento a presa rapida. All'inizio è vuota, eccetto che per il file README.txt che ne spiega la funzione, e chiunque la può utilizzare per caricare e scaricare file.
Il nome deriva dal metodo Dead drop (o dead letter box) usato per lo scambio di informazioni nello spionaggio.

## Wireless dead drop
Basandosi sul concetto di USB dead drop, è stato sviluppato anche il Wireless dead drop

## Pro e contro
Essendo drive raggiungibili sia privatamente che pubblicamente, le USB dead drop danno a ciascuno la possibilità di salvare e trasferire dati in maniera anonima e del tutto gratuita.
Proprio come i network offline, questo sistema è però vulnerabile a certi fattori:
- Distruzione fisica: chiunque può danneggiare un dead drop utilizzando arnesi, alti voltaggi o elevate temperature.
- Distruzione del software e dei dati: chiunque può cancellare tutti i dati formattando il drive, oppure può crittografarli con una chiave segreta.
- Spionaggio: chiunque può aggiungere trojan o keylogger al drive.
- Divulgazione: chiunque può segnalare l'ubicazione di un dead drop privato, pubblicandone le coordinate geografiche online.